# Programa de televisão

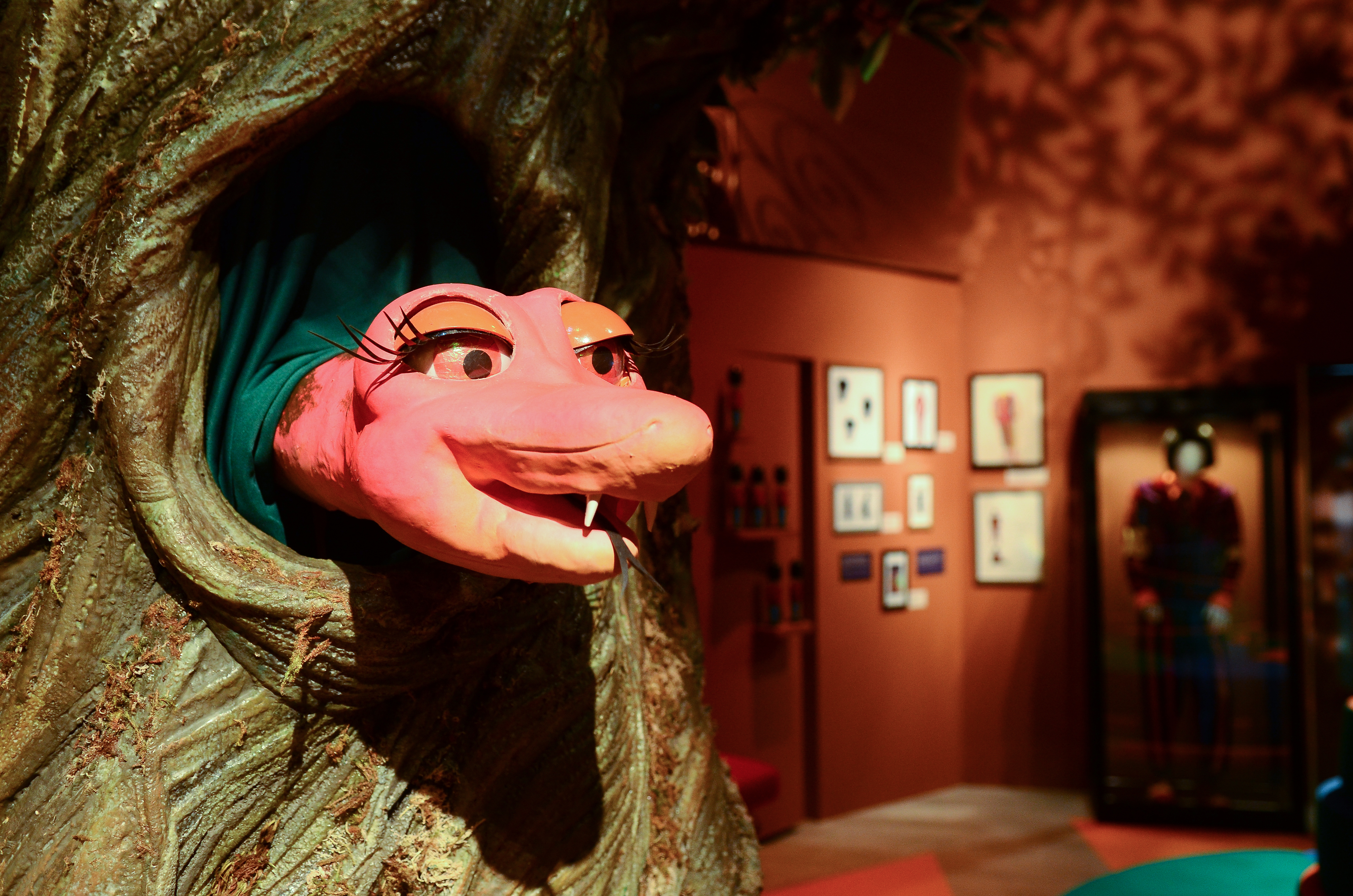
A cobra Celeste, personagem do programa Castelo Rá-Tim-Bum (dublada por Álvaro Petersen) na exposição "Rá-Tim-Bum, o Castelo" (Memorial da América Latina, São Paulo, 30 de março de 2017).

O programa de televisão é um conjunto de emissões periódicas transmitidas por televisão (eventualmente por rádio) para entreter as pessoas, agrupadas sobre um título ou cabeceira comum, nas que a modo de bloco se inclui a maior parte dos conteúdos audiovisuais que se oferecem numa estação ou network. No âmbito profissional, não são considerados programas os blocos de conteúdos dedicados às auto promoções, à continuidade e à publicidade convencional. Os programas televisivos servem para entretenimento, informar, entre outras finalidades.
Um último uso é o que se emprega no próprio jargão mediático. Os profissionais do meio utilizam este vocábulo para descrever o conteúdo que não é informativo, desportivo nem de ficção. Segundo esta acepção, uma série, um filme, um jogo de futebol ou um noticiário não seriam um programa, termo que ficaria reservado às restantes linhas de programação (Programa de concursos, revistas, reality shows, late night talk show, etc.), às que também se conhece com o nome genérico de entretenimento ou variedades. Tal distinção obedece à forma em que a maioria das cadeias organizam as suas diferentes áreas de produção e outras fontes de televisão.

## Géneros de programas
Em função do conteúdo emitido, um programa pode classificar-se em diferentes géneros. A seguir destacam-se alguns deles:
- Telejornalismo
- Reality shows
- Minisséries
- Educação
- Infantil
- Programa de entrevistas como os Talk Shows.
- Late-night talk show( um gênero de programa de entrevistas e variedades orietado a comedia que vai ao ar no final da noite).
- Programa de concursos
- Documentários
- Ficção
- Desportivo
- Séries de televisão (comédias situacionais ou sitcoms, dramas, comédias, dramedias e antologias)
- Soap operas
- Telenovelas
- Religião
- Musical

## Quadro
Seguindo o modo de organização fragmentado (segmentos) da programação de uma emissora televissiva, a maioria dos programas televissivos repete, principalmente os de auditório de modo fractal, o mesmo princípio de sua organização, os programas televissivos são uma sucessão de unidades articuladas, os quadros ou esquetes independentes apresentados por um único apresentador, que possuem vinheta, chamada e, anúncios publicitários.